# 9K35 Strela-10
9K35 Strela-10 (rusă 9К35 «Стрела-10»; română săgeată) este un sistem de rachete sol-aer foarte mobil cu ghidare optică/infraroșu, de o altitudine redusă și de rază scurtă. „9K35” este denumirea sa GRAU; cod NATO este SA-13 „Gopher”.

## Legături externe
- Federation of American Scientists page Arhivat în 21 iulie 2014, la Wayback Machine.
- Asronautix.com
- Video on the arc-lamp proximity fuze